# Mauritian Republic Cup
Der Mauritian Republic Cup ist ein nationaler Fußballwettbewerb in Mauritius. Der Wettbewerb wird seit 1990 von der Mauritius Football Association ausgetragen.

## Sieger nach Jahr
| Jahr    | Sieger                    | Ergebnis                | Zweiter                                |
| ------- | ------------------------- | ----------------------- | -------------------------------------- |
| 1990    | Sunrise SC                | 2:1                     | Fire Brigade SC                        |
| 1991    | Fire Brigade SC           | 4:0                     | Young Tigers FC                        |
| 1992    | Sunrise SC                | 4:1                     | Roche Bois Boys Scouts                 |
| 1993    | Sunrise SC                | 3:2                     | Fire Brigade SC                        |
| 1994    | Sunrise SC                | 1:0                     | Maurice Espoir                         |
| 1995    | Fire Brigade SC           | 3:1                     | Maurice Espoir                         |
| 1996    | Sunrise SC                | 4:0                     | Scouts Club Port-Louis                 |
| 1997    | Sunrise SC                | 0:0 (5:2 i. E.)         | Fire Brigade SC                        |
| 1998    | Sunrise SC                | 4:3                     | Fire Brigade SC                        |
| 1999    | Fire Brigade SC           | 4:0                     | Faucon Noir FC                         |
| 2000    | Keine Austragung          | Keine Austragung        | Keine Austragung                       |
| 2001    | AS Port-Louis 2000        | 2:1                     | Olympique de Moka                      |
| 2002    | US Beau Bassin-Rose Hill  | 5:1                     | AS Vacoas-Phoenix                      |
| 2003    | Faucon Flacq SC           | 2:1                     | US Beau Bassin-Rose Hill               |
| 2004    | AS Port-Louis 2000        | 2:1                     | US Beau Bassin-Rose Hill               |
| 2005    | AS Port-Louis 2000        | 2:0                     | US Beau Bassin-Rose Hill               |
| 2006    | AS Vacoas-Phoenix         | 2:2 n. V. (5:4 i. E.)   | Pointe-aux-Sables Mates SC             |
| 2007    | Curepipe Starlight        | 1:0                     | Savanne SC                             |
| 2008    | Curepipe Starlight        | 2:0                     | AS Port-Louis 2000                     |
| 2009    | Savanne SC                | 2:0                     | Curepipe Starlight                     |
| 2010    | Pamplemousses SC          | 0:0 n. V. (6:5 i. E.)   | Petite Rivière Noire FC                |
| 2011    | Pamplemousses SC          | 3:1                     | Petite Rivière Noire FC                |
| 2011/12 | Savanne SC                | 1:1 n. V. (11:10 i. E.) | AS Rivière du Rempart                  |
| 2012/13 | Pamplemousses SC          | 1:0                     | Curepipe Starlight                     |
| 2013/14 | AS Port-Louis 2000        | 1:0                     | Curepipe Starlight                     |
| 2014/15 | La Cure Sylvester SC      | 1:1 n. V. (5:4 i. E.)   | Pamplemousses SC                       |
| 2015/16 | Cercle de Joachim SC      | 1:0                     | AS Port-Louis 2000                     |
| 2016/17 | Pamplemousses SC          | 4:2                     | GRSE Wanderers SC                      |
| 2017/18 | Roche-Bois Bolton City YC | 2:1                     | Petite Rivière Noire FC                |
| 2019    | Pamplemousses SC          | 1:0                     | La Cure Sylvester SC                   |
| 2020    | Pamplemousses SC          | 4:2                     | Petite Rivière Noire FC                |
| 2021    | Abbruch                   | Abbruch                 | Abbruch                                |
| 2022/23 | Pamplemousses SC          | 1:0                     | Entente Boulet Rouge-Riche Mare Rovers |
| 2024    | Cercle de Joachim SC      | 1:0                     | AS Rivière du Rempart                  |